# Turbón
Le Turbón (en catalan : el Turbó) est une montagne culminant à 2 492 m d'altitude et un massif situés dans les Pré-Pyrénées, dans la comarque de la Ribagorce, dans la province de Huesca, en Aragon (Espagne).

## Toponymie
Généralement, le nom Turbón est écrit avec son article bien que l'orthographe recommandée ne l'inclut pas. Selon Joan Coromines, Turbón viendrait du latin turbo, inis > turbo, onis.
Dans cette zone le mot turbonada est utilisé pour désigner des tempêtes accompagnées de vents forts et d'averses.

## Géographie

### Topographie
Ce sommet est assez singulier avec plus de 1 000 mètres de proéminence. Il est orienté du nord au sud, dominant à l'est le bassin de l'Isábena et à l'ouest, la dépression de Campo, dans le bassin de l'Ésera. Tant dans sa face nord que dans sa face sud plusieurs sources émergent, les plus importantes étant les Aguas de Veri à San Martín de Veri et la station thermale de Vilas del Turbón.
| Vallée de l'Ésera Massif du Cotiella |                  |  |
|                                      | massif du Turbón |  |
|                                      |                  |  |

### Géologie
Il est formé par un grand anticlinal incliné sur son flanc oriental et constitué par des marnes et de puissants bancs de calcaire du Crétacé[réf. souhaitée], donnant des escarpements verticaux de plus de 500 mètres.

### Faune et flore
Sa flore, au fort taux d'endémisme, présente un grand intérêt géobotanique.

## Voies d'accès
L'itinéraire normal est depuis le refuge de La Plana del Turbón par un sentier ou depuis la station thermale de Vilas del Turbón. Il existe un autre itinéraire depuis la vallée de San Adrián où la proéminence est de plus de 1 000 mètres et l'itinéraire le plus occidentale est depuis Serrate par un sentier.

## Mythologie
Selon les traditions de la région, l'arche de Noé se serait échouée sur ce massif lorsque les eaux se sont retirées après le Déluge, Noé aurait dit « ya turba l'arca » qui signifie en aragonais « l'arche s'est déjà échouée », d'où le nom de Turbón.
Dans la mythologie pyrénéenne, les dieux pyrénéens auraient également eu leur forge ici. La présence de nuages sur son sommet est également utilisée comme une petite cabane, il est dit dans la langue de la région que « Cuan hi ha boira en el Turbón, hi ha aigua en tot Aragón », ce qui signifie, « Quand, il y a du brouillard sur le Turbón, il y a de l'eau dans tout l'Aragon ».

## Lieux d'intérêt
- Sanctuaire de la Mare de Déu de les Ares[4]
- Ermite de Sant Sadurní[5]